# 장진구 (충칭시)

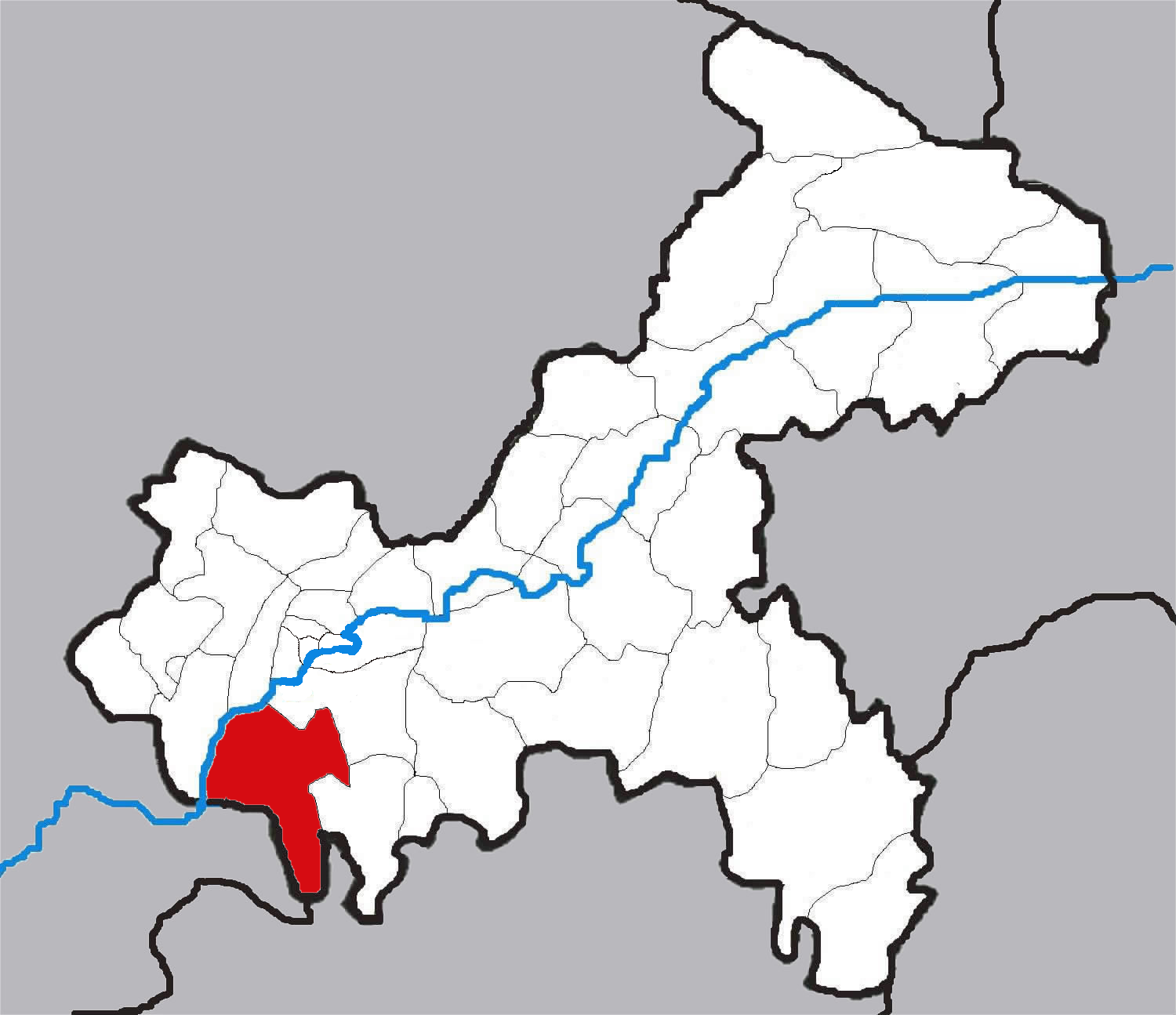
장진구의 위치

장진구(한국어: 강진구, 중국어: 江津区, 병음: Jiāngjīn Qū)는 중화인민공화국 충칭시의 남서쪽에 있는 행정구역이다. 넓이는 3200km2이고, 인구는 2007년 기준으로 1,480,000명이다. 장진구는 장강 상류에 위치해있으며 1500년의 역사를 가지고 있다. 장진은 충칭의 중심 위중으로부터 고속도로로 50km, 철로로 65km, 수로로 72km 떨어져있다.

## 역사
장진은 1500년의 역사를 가지고 있다. 487년 장저우라는 이름으로 이곳에 만들어졌고, 557년에 장양으로 이름이 바뀌었으며 583년에 현재의 장진이라는 이름을 얻게 되었다. 1983년 충칭시의 행정구역 일부로 편입되었고 1992년에 장진 시로 승격되었다. 2006년에 충칭의 구 중 하나인 장진 구로 이름이 바뀌게 되었다.

## 지리적 조건
장진의 지형은 북쪽은 낮고, 남쪽은 높다. 가장 높은 곳은 시몐(西面)산 정상으로 1709,4m이다. 장진의 평균 고도는 209.7m이고 위험 홍수위는 199.13m이다.

## 날씨
장진은 아열대 계절풍 기후에 속하고 연평균 기온은 18.4°C이고 1월 평균 기온은 7.7°C, 7월 평균 기온은 28.5°C이다. 연평균 강수량은 1030.7mm이고 무상기일은 341일, 연평균 습도는 81%이다.

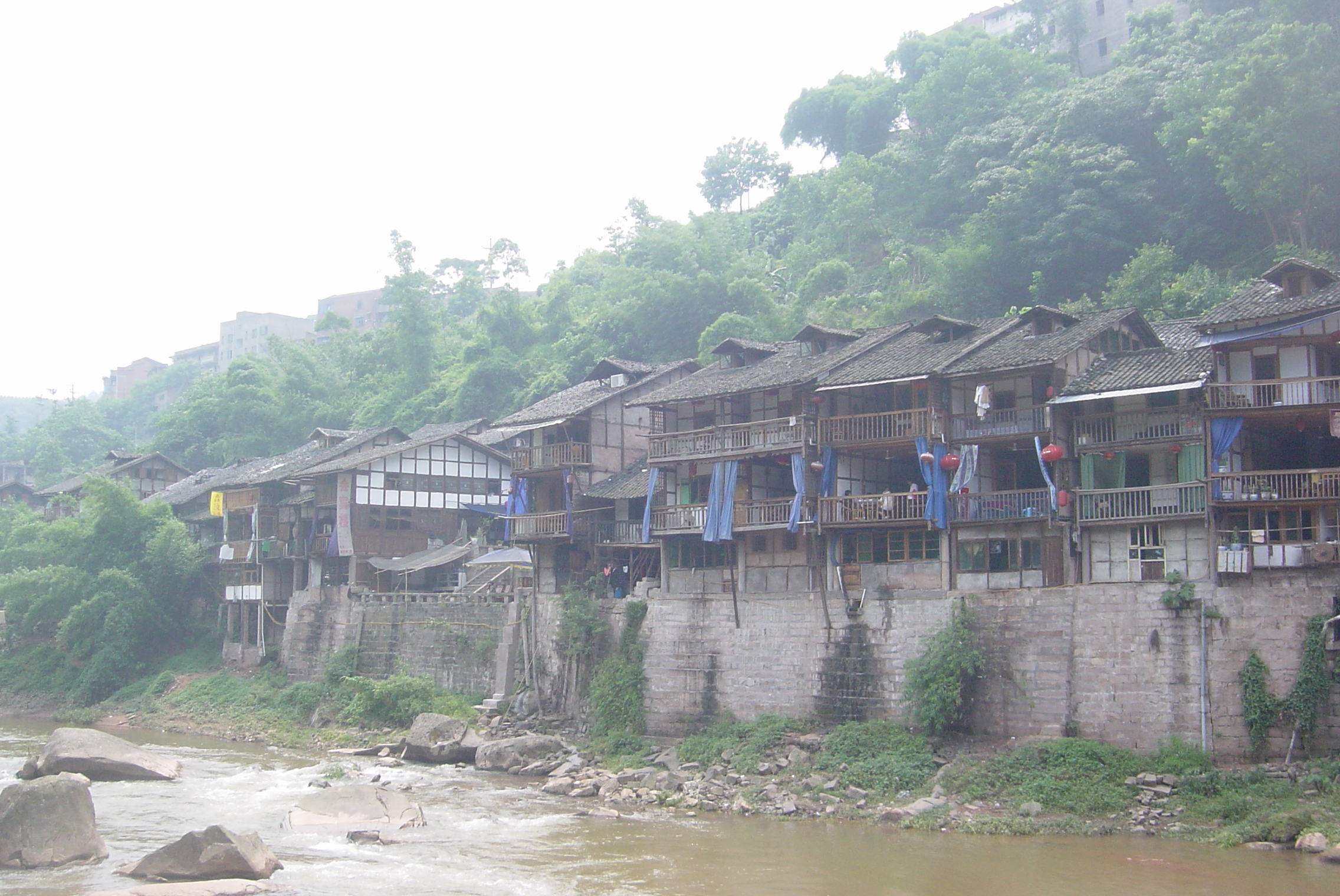
A view of Zhongshan Ancient Town, Jiangjin District, Chongqing

| Jiangjin (1981−2010)의 기후                    | Jiangjin (1981−2010)의 기후 | Jiangjin (1981−2010)의 기후 | Jiangjin (1981−2010)의 기후 | Jiangjin (1981−2010)의 기후 | Jiangjin (1981−2010)의 기후 | Jiangjin (1981−2010)의 기후 | Jiangjin (1981−2010)의 기후 | Jiangjin (1981−2010)의 기후 | Jiangjin (1981−2010)의 기후 | Jiangjin (1981−2010)의 기후 | Jiangjin (1981−2010)의 기후 | Jiangjin (1981−2010)의 기후 | Jiangjin (1981−2010)의 기후 |
| 월                                             | 1월                         | 2월                         | 3월                         | 4월                         | 5월                         | 6월                         | 7월                         | 8월                         | 9월                         | 10월                        | 11월                        | 12월                        | 연간                        |
| ---------------------------------------------- | --------------------------- | --------------------------- | --------------------------- | --------------------------- | --------------------------- | --------------------------- | --------------------------- | --------------------------- | --------------------------- | --------------------------- | --------------------------- | --------------------------- | --------------------------- |
| 역대 최고 기온 °C (°F)                         | 19.0 (66.2)                 | 24.5 (76.1)                 | 34.7 (94.5)                 | 36.0 (96.8)                 | 39.4 (102.9)                | 38.3 (100.9)                | 41.2 (106.2)                | 44.3 (111.7)                | 42.9 (109.2)                | 35.8 (96.4)                 | 29.5 (85.1)                 | 19.9 (67.8)                 | 44.3 (111.7)                |
| 일평균 최고 기온 °C (°F)                       | 10.6 (51.1)                 | 13.2 (55.8)                 | 18.0 (64.4)                 | 23.2 (73.8)                 | 27.3 (81.1)                 | 29.3 (84.7)                 | 33.0 (91.4)                 | 33.3 (91.9)                 | 28.5 (83.3)                 | 21.8 (71.2)                 | 17.3 (63.1)                 | 11.8 (53.2)                 | 22.3 (72.1)                 |
| 일일 평균 기온 °C (°F)                         | 8.0 (46.4)                  | 10.1 (50.2)                 | 13.9 (57.0)                 | 18.6 (65.5)                 | 22.6 (72.7)                 | 24.9 (76.8)                 | 28.0 (82.4)                 | 27.9 (82.2)                 | 23.9 (75.0)                 | 18.6 (65.5)                 | 14.3 (57.7)                 | 9.3 (48.7)                  | 18.3 (65.0)                 |
| 일평균 최저 기온 °C (°F)                       | 6.2 (43.2)                  | 7.9 (46.2)                  | 11.1 (52.0)                 | 15.3 (59.5)                 | 19.1 (66.4)                 | 21.8 (71.2)                 | 24.3 (75.7)                 | 24.1 (75.4)                 | 20.9 (69.6)                 | 16.5 (61.7)                 | 12.2 (54.0)                 | 7.6 (45.7)                  | 15.6 (60.1)                 |
| 역대 최저 기온 °C (°F)                         | −0.2 (31.6)                 | 1.1 (34.0)                  | 0.3 (32.5)                  | 7.0 (44.6)                  | 10.3 (50.5)                 | 15.5 (59.9)                 | 18.3 (64.9)                 | 18.6 (65.5)                 | 15.0 (59.0)                 | 7.1 (44.8)                  | 3.6 (38.5)                  | −0.9 (30.4)                 | −0.9 (30.4)                 |
| 평균 강수량 mm (인치)                          | 18.7 (0.74)                 | 20.3 (0.80)                 | 38.3 (1.51)                 | 94.1 (3.70)                 | 133.6 (5.26)                | 157.8 (6.21)                | 168.8 (6.65)                | 123.3 (4.85)                | 97.8 (3.85)                 | 80.4 (3.17)                 | 44.6 (1.76)                 | 23.2 (0.91)                 | 1,000.9 (39.41)             |
| 평균 상대 습도 (%)                             | 84                          | 81                          | 78                          | 78                          | 78                          | 83                          | 78                          | 76                          | 80                          | 86                          | 85                          | 86                          | 81                          |
| 출처: China Meteorological Data Service Center |                             |                             |                             |                             |                             |                             |                             |                             |                             |                             |                             |                             |                             |

## 교통
현재 6개의 고속도로가 장진을 연결한다. 창강이 통과하는 장진은 지류를 포함해 307km 길이의 수로가 있고 강을 따라 5개의 심수항이 있다. 청두-충칭 고속도로와 위친 고속도로가 이곳을 통과한다. 뤄황 창강 철교와 장진 창강 대교는 장진의 교통을 더 편리하게 해주었다.

## 경제
장진은 오랜 역사를 가진 중국의 중요한 감귤 생산지로써 '진청 귤'의 본고장으로 유명하다. 주요 농산물로는 쌀, 밀, 콩, 고구마, 후추, 옥수수, 야채와 과일이 있다. 양축업으로 돼지를 많이 기르고 양식업도 많이 한다.

## 행정 구역
3개 가도, 23개 진을 관할한다.
- 가도 : 几江街道、德感街道、支坪街道。
- 진 : 双福镇、油溪镇、吴滩镇、石门镇、朱杨镇、石蟆镇、永兴镇、塘河镇、白沙镇、龙华镇、李市镇、慈云镇、蔡家镇、中山镇、嘉平镇、柏林镇、先锋镇、珞璜镇、贾嗣镇、夏坝镇、西湖镇、杜市镇、广兴镇。

## 같이 보기
- 충칭시